# Guido
Guido [ˈɡiːdo], süddeutsch und österreichisch auch, italienisch nur [ˈɡu̯iːdo] ist ein italienischer und deutscher männlicher Vorname.

## Herkunft und Bedeutung
Der Name ist in den romanischen Sprachen im Laufe der Völkerwanderung aus dem germanischen Namen Withold entstanden. Das althochdeutsche Wort Wit (oder auch Wid oder Widu wie in Widukind) bedeutet Wald, hold heißt so viel wie Mann oder Kerl.

## Namenstag (katholisch)
- 31. März oder 4. Mai nach Guido von Pomposa, gestorben am 31. März 1046
- 12. September (nach Guido von Anderlecht, belgischem Küster und Pilger), ebenfalls 30. März nach dem gregorianischen Kalender.

## Stereotyp
In den USA, vor allem in der Gegend von New York, stand der Name Guido lange als Synonym für junge italo-amerikanische Männer, denen ein besonderes Macho-Gehabe nachgesagt wurde. Der Name wurde so auch zum Klischeebegriff für einen Stil, der sich durch enge Hosen, aufgeknöpfte Hemden, Schnurrbart und pomadisierte Frisur kennzeichnete. Mittlerweile wird der Name eher als Stereotyp für männliche Club-Besucher gebraucht.

## Varianten
- Guide
- Guidobald
- Guidobaldo
- Guidon
- Gvidas (litauisch)
- Gvidonas (litauisch)
- Gwidon (polnisch)
- Gui
- Guy
- Quido (tschechisch)
- Wido/Wito

## Namensträger

### Monarchen
- Guido I. (≈1226–1304), Graf von Flandern
- Guido I. (≈1298–1342), Graf von Blois und Dunois, Herr von Avesnes, Trélon, Guise etc.
- Guido I. († 1004), Graf von Mâcon
- Guido I. († 1100), Graf von Ponthieu
- Guido I. († 1226), Graf von Saint-Pol
- Guido I. de la Roche (≈1205–1263), Großherr von Athen und Theben aus der Familie la Roche
- Guido II. de la Roche († 1308), Herzog von Athen
- Guido II. († 1109), Graf von Mâcon
- Guido II. († 1222), Graf von Auvergne
- Guido II. († 1289), Graf von Saint-Pol
- Guido II. († 1397), Graf von Soissons, Blois und Dunois, Herr von Avesnes
- Guido II. († 1147), Graf von Ponthieu
- Guido III. (≈1290–1317), Graf von Saint-Pol
- Guido III., Graf von Châlons
- Guido IV. (Châlons), Graf von Châlons ist Guido I. (St. Pol)
- Guido IV. († 1360), Graf von Saint-Pol
- Guido Novello da Polenta († 1323), oberitalienischer Herrscher und Autor von Gedichten
- Guido von Lusignan († 1194), König von Jerusalem
- Guido I. von Lusignan (≈1265–1308), Herr von Lusignan, Graf von La Marche und Angoulême
- Guido I. Brisebarre († n. 1148), Herr von Beirut im Königreich Jerusalem
- Guido I. Embriaco oder Guido I. von Gibelet (≈1180 – n. September 1238), Herr von Gibelet in der Grafschaft Tripolis
- Guido I. von Montlhéry (frz.: Gui de Montlhéry; † 1095), Herr von Montlhéry und Bray-sur-Seine aus dem Hause Montlhéry
- Guido II. von Montlhéry (frz.: Gui de Montlhéry; † n. 1110), Herr von Montlhéry und Chevreuse aus dem Hause Montlhéry
- Guido II. Brisebarre († v. 1164), Herr von Beirut im Königreich Jerusalem
- Guido V. (frz.: Guy; † 1229), Vizegraf von Limoges aus dem Hause Comborn
- Guido († 1371), Graf von Ligny und Saint-Pol, Herr von Roussy und Beauvoir
- Guido von Montfort († 1220), Graf von Bigorre
- Guido von Montfort († 1228), Herr von Castres, La Ferté-Alais und Bréthencourt, Kreuzfahrer und Regent von Sidon
- Guido von Montfort († 1254), Herr von Lombers und Kreuzfahrer
- Guido von Montfort (1244–≈1288), englischer Adliger, Graf von Nola, siehe Guy de Montfort
- Guido von Nantes († 802/14), Graf von Nantes und Markgraf der Bretonischen Mark
- Guido von Rochefort (frz.: Gui le Rouge de Rochefort; † 1108), Seneschall von Frankreich aus dem Hause Montlhéry
- Guido von Spoleto (Wido) († 894), Herzog von Spoleto, König von Italien, römischer (Gegen-)Kaiser
- Guido von Thouars († 1213), durch Heirat Herzog von Bretagne
- Guido von Tuszien († 928/929), Graf und Herzog von Lucca und Markgraf von Tuscien
- Guido von Vienne, siehe Papst Calixt II.

### Andere
- Guido da Siena, tätig zwischen 1260 und 1290, italienischer Maler
- Guido da Vigevano (≈ 1280–1350), italienischer Arzt und Erfinder
- Guido de Baysio (≈1250–1313), Erzdiakon
- Guido de Cauliaco, siehe Guy de Chauliac
- Guido de Grana (auch: Guido de Grona), Kleriker des 13. Jahrhunderts, der mehrere lateinische Texte für den Schulunterricht kommentiert hat
- Guido de Summa († 1151), italienischer Kardinal
- Guido Faba (* vor 1190; † nach 1248), Lehrer der ars dictaminis und der Rhetorik
- Guido II. von Assisi († 1228), Bischof von Assisi
- Guido III. (≈1110–1190), Bischof von Châlons und Kreuzfahrer
- Guido von Anderlecht († 1012), belgischer Küster und Pilger; katholischer Heiliger
- Guido von Arezzo (≈ 992–1050), italienischer Benediktinermönch, Musiktheoretiker und Lehrer
- Guido von Avesnes († 1317), von 1301 bis 1317 Bischof von Utrecht
- Guido von Cortona (eigentlich Guido Pagnottelli; 1187–1247), italienischer Franziskaner; Seliger
- Guido von Namur (1275–1311), flämischer Adliger und Heerführer im Sporenkrieg
- Guido von Pomposa (≈970–1046), Benediktiner
- Guido von Rochefort, genannt „der Rote“ (frz.: Gui le Rouge de Rochefort; † 1108), Seneschall von Frankreich aus dem Hause Montlhéry

### Vorname

#### A
- Guido Adler (1855–1941), österreichischer Musikwissenschaftler
- Guido Adler (* 1946), deutscher Mediziner
- Guido Agosti (1901–1989), italienischer Pianist
- Guido Alvarenga (* 1970), paraguayischer Fußballspieler
- Guido de Angelis (* 1944), italienischer Musiker (Duo „Oliver Onions“)

#### B
- Guido Bachmann (1940–2003), Schweizer Schriftsteller
- Guido Baumann (1926–1992), Schweizer Journalist
- Guido Bernardi (1921–2002), italienischer Radrennfahrer
- Guido Boni (Radsportler) (1933–2014), italienischer Radrennfahrer
- Guido Bontempi (* 1960), italienischer Radrennfahrer
- Guido Brunner (1930–1997), deutscher Diplomat und Politiker (FDP), EG-Kommissar
- Guido Buchwald (* 1961), deutscher Fußballspieler und -trainer
- Guido Burgstaller (* 1989), österreichischer Fußballspieler
- Guido Buzzelli (1927–1992), italienischer Comiczeichner und Illustrator

#### C
- Guido Cagnacci (1601–1663), italienischer Maler
- Guido Calabresi (* 1932), US-amerikanischer Rechtswissenschaftler, Richter und Autor
- Guido Calza (1888–1946), italienischer Klassischer Archäologe
- Guido Cantelli (1920–1956), italienischer Dirigent
- Guido Cantz (* 1971), deutscher Komiker und Fernsehmoderator
- Guido Carlesi (1936–2024), italienischer Radrennfahrer
- Guido Carli (1914–1993), italienischer Ökonom, Bankier, Minister, Zentralbankgouverneur und Senator
- Guido Castelnuovo (1865–1952), italienischer Mathematiker
- Guido Cavalcanti (≈1255–1300), italienischer Dichter
- Guido Citterio (1931–2025), ehemaliger italienischer Eisschnellläufer
- Guido Maria Conforti SX (1865–1931), römisch-katholischer Bischof in Italien und Ordensgründer der Xaverianer-Missionare
- Guido Corbellini (1890–1976), italienischer Bauingenieur, Hochschullehrer und Politiker
- Guido Crepax (1933–2003), italienischer Comiczeichner (Valentina)

#### D
- Guido De Padt (* 1954), belgischer Politiker
- Guido De Rosso (* 1940), italienischer Radrennfahrer und nationaler Meister im Radsport
- Guido De Santi (1923–1998), italienischer Radrennfahrer
- Guido Dinelli (1869–19**), italienischer Gleitflugpionier

#### E
- Guido Eickelbeck (* 1965), deutscher Radrennfahrer
- Guido Erhard (1969–2002), deutscher Fußballspieler

#### F
- Guido Fackler (* 1963), deutscher Kulturwissenschaftler, Volkskundler, Museologe und Hochschullehrer
- Guido Fanconi (1892–1979), Schweizer Kinderarzt
- Guido Farnese († 1328), Bischof von Orvieto
- Guido Fawkes (1570–1606), englischer Attentäter auf Parlament und König
- Guido Fischer (1877–1959), deutscher Zahnarzt und Hochschullehrer
- Guido Fischer (1901–1972), Schweizer Maler, Zeichner, Grafiker und Glasmaler
- Guido Flatz (* 1969), österreichischer Politiker
- Guido Fubini (1879–1943), italienischer Mathematiker

#### G
- Guido Gezelle (1830–1899), flämischer Dichter
- Guido Giacomelli (* 1980), italienischer Skibergsteiger
- Guido Gillarduzzi (Eisschnellläufer) (1939–2016), italienischer Eisschnellläufer
- Guido Görtzen (* 1970), niederländischer Volleyballspieler
- Guido Gozzano (1883–1916), italienischer Dichter und Schriftsteller
- Guido Grandi (1671–1742), italienischer Mathematiker und Priester
- Guido Gratton (1932–1996), italienischer Fußballspieler und -trainer
- Guido Gröger (1874–1950), österreichischer Unternehmer und Baumeister
- Guido Guinizelli (1230–1276), italienischer Dichter

#### H
- Guido Hammesfahr (* 1968), deutscher Schauspieler
- Guido Henckel von Donnersmarck (1830–1916), deutscher Industrieller
- Guido Herz (* 1950), deutscher Arzt und Botschafter
- Guido Herzfeld (1870–1923), deutscher Schauspieler der Stummfilmzeit
- Guido Hoffmann (* 1960), deutscher Spieleautor
- Guido Hoffmann (* 1964), deutscher Musiker
- Guido Hoffmann (* 1965), deutscher Fußballspieler und -trainer
- Guido Holzknecht (1872–1931), österreichischer Pionier der Radiologie
- Guido Horn d’Arturo (1879–1967), italienischer Astronom und Hochschullehrer

#### I
- Guido Wilhelmus Imbens (* 1963), niederländisch-amerikanischer Wirtschaftswissenschaftler und Nobelpreisträger

#### J
- Guido Jendritzko (1925–2009), deutscher Bildhauer, Maler, Grafiker und Fotograf
- Guido Jörres (* 1974), deutscher Fußballspieler
- Guido Jung (1876–1949), italienischer Bänker, Diplomat und Händler

#### K
- Guido van de Kamp (* 1964), niederländischer Fußballtorhüter
- Guido Katol (* 1962), österreichischer Maler
- Guido Kerkhoff (* 1967), deutscher Industriemanager
- Guido Kern (1961–2021), deutscher Schachspieler und -trainer
- Guido Joseph Kern (1878–1953), deutscher Kunsthistoriker, Maler und Graphiker
- Guido Kisch (1889–1985), deutschsprachiger Jurist und Rechtshistoriker
- Guido Knopp (* 1948), deutscher Historiker, Publizist und Moderator
- Guido Kolb (1928–2007), Schweizer Pfarrer und Autor
- Guido Kopp (Widerstandskämpfer) (1896–1971), Funktionär der Bayerischen Räterepublik
- Guido Krafft (1844–1907), österreichischer Agrarwissenschaftler
- Guido Kratschmer (* 1953), deutscher Leichtathlet (Zehnkampf)
- Guido Maria Kretschmer (* 1965), deutscher Modeschöpfer und Fernsehmoderator

#### L
- Guido Leoni (1915–1951), italienischer Motorradrennfahrer
- Guido von List (1848–1919), österreichischer Schriftsteller und Esoteriker
- Guido Lussignoli (* 1950), ehemaliger italienischer Radrennfahrer

#### M
- Guido Magnaguagno (* 1946), Schweizer Kunsthistoriker und Kurator
- Guido Mantega (* 1949), italo-brasilianischer Politiker und Wirtschaftswissenschaftler
- Guido de Marco (1931–2010), maltesischer Politiker
- Guido Marilungo (* 1989), italienischer Fußballspieler
- Guido Marini (* 1965), italienischer Geistlicher, Bischof von Tortona, zuvor Zeremonienmeister für die Liturgischen Feiern des Papstes
- Guido Martina (1906–1991), italienischer Comicautor
- Guido Marzulli (* 1943), italienischer Maler
- Guido May (* 1968), deutscher Schlagzeuger
- Guido Mentasti (1897–1925), italienischer Motorradrennfahrer
- Guido Messina (1931–2020), italienischer Radrennfahrer
- Guido del Mestri (1911–1993), vatikanischer Diplomat und Apostolischer Nuntius in Deutschland
- Guido Molinari (1933–2004), kanadischer Maler und Grafiker
- Guido Morini (* 1959), italienischer Komponist, Dirigent, Cembalist und Organist
- Guido Morselli (1912–1973), italienischer Schriftsteller
- Guido Münch (1921–2020), mexikanischer Astrophysiker, Astronom und Hochschullehrer
- Guido von Müntz (1831–unbek.), deutscher Verwaltungsjurist und Landrat

#### P
- Guido Pella (* 1990), argentinischer Tennisspieler
- Guido Pingoud (1851–1914), russischer lutherischer Geistlicher
- Guido Pini (* 2008), italienischer Motorradrennfahrer
- Guido Pontecorvo (1907–1999), italienisch-britischer Genetiker

#### R
- Guido Rappe (* 1960), deutscher Philosoph und Ethnologe
- Guido Reni (1575–1642), italienischer Maler und Radierer
- Guido Rennert (* 1973), deutscher Klarinettist, Komponist und Arrangeur
- Guido Reybrouck (* 1941), belgischer Radrennfahrer
- Guido Rohm (* 1970), deutscher Schriftsteller,  Satiriker und Künstler
- Guido Romano (1887–1916), italienischer Turner
- Guido van Rossum (* 1956), niederländischer Softwareentwickler

#### S
- Guido Sacconi (1948–2023), italienischer Politiker
- Guido A. Schick (* 1970), deutscher Schauspieler
- Guido Schmidt (1901–1957), österreichischer Diplomat und Politiker
- Guido Schneeberger (1927–2002), Schweizer Bibliograph und Dokumentarist
- Guido Sprenger (* 1967), deutscher Ethnologe, Hochschullehrer
- Guido Stagnaro (1925–2021), italienischer Film- und Fernsehregisseur und Drehbuchautor
- Guido Stampacchia (1922–1978), italienischer Mathematiker
- Guido Storz (1847–1919), deutscher Ingenieur und Erfinder

#### T
- Guido Tarlati da Pietramala († 1327), italienischer Bischof
- Guido Thomasi (* 1966), deutscher Akt- und Erotikfotograf
- Guido Tonetti (1903–1971), römisch-katholischer Bischof von Cuneo
- Guido Trenti (* 1972), US-amerikanischer Radrennfahrer
- Guido Trentin (* 1975), italienischer Radrennfahrer

#### U
- Guido Uhlemann (1824–1904), deutscher Gutsbesitzer, Geheimer Ökonomierat und konservativer sächsischer Politiker
- Guido Unger (* 1967), deutscher Karate-Sportler

#### V
- Guido Van Calster (* 1956), belgischer Radrennfahrer und Teammanager
- Guido Voigt (* 1982), deutscher Wirtschaftswissenschaftler

#### W
- Guido Waldmann (1901–1990), deutscher Musikpädagoge, Komponist und Pianist
- Guido Weber (1930–2015), deutscher Schauspieler, Kabarettist, Journalist und Hörspielsprecher
- Guido Westerwelle (1961–2016), deutscher Politiker (FDP)
- Guido Wieland (1906–1993), österreichischer Schauspieler, Regisseur und Operettenbuffo
- Guido Wolf (* 1961), deutscher Politiker (CDU)

#### Z
- Guido A. Zäch (* 1935), Schweizer Arzt und Politiker
- Guido Zimmermann (* 1961), deutscher Schauspieler, Synchronsprecher, Hörbuch- und Hörspielsprecher
- Guido Zimmermann (* 1978), deutscher Streetart- und Graffitikünstler
- Guido Zingerl (1933–2023), deutscher Maler, Zeichner und Karikaturist
- Guido Zurli (1929–2009), italienischer Filmregisseur

### Familienname
- Beatriz Guido (1924–1988), argentinische Schriftstellerin
- Francesco Maurizio Guido (1924–2018), italienischer Trickfilmer, siehe Gibba
- Giovanni Antonio Guido (≈1675 – n. 1728), italienischer Violinist und Komponist des Barock
- Héctor Guido (* 1954), uruguayischer Schauspieler, Dramaturg und Theaterregisseur
- José María Guido (1910–1975), argentinischer Politiker
- Juan Bautista Guido (1898–1945), argentinischer Bandoneonist, Bandleader und Tangokomponist
- Luigi Guido (* 1968), italienischer Judoka
- Margaret Guido (1912–1994), englische Archäologin und Prähistorikerin
- Medardo Guido Acevedo (1912–2007), costa-ricanischer Songwriter, Dichter, Komponist, Musikpädagoge und Volkskundler
- Michael Guido (* 1950), US-amerikanischer Schauspieler
- Verena Guido, deutsche Chansonsängerin

### Kunstfiguren
- Guido Brunetti, ein italienischer Polizeikommissar, ist die Hauptfigur in den Kriminalromanen der US-amerikanischen Schriftstellerin Donna Leon.
- Guido, italienischer Gabelstapler aus dem Animationsfilm Cars von Pixar
- Little Guido, ein Charakter des US-amerikanischen Catchers James Maritato, welcher hauptsächlich bekannt durch seine ECW-Auftritte ist.[4]
- Guido Braun heißt der von Ottfried Fischer verkörperte Protagonist in der deutschen Krimiserie Pfarrer Braun.
- Guido Quiller, gespielt von Adriano Celentano, in Der Millionenfinger (Originaltitel: Mani di velluto), einer italienischen Filmkomödie aus dem Jahre 1979